# Elecciones municipales de Guayaquil de 2004
Las elecciones municipales de Guayaquil de 2004 se llevaron a cabo como parte de las Elecciones seccionales de Ecuador del mismo año y tuvieron lugar el 17 de octubre. En las mismas se eligió por sufragio directo a los miembros del Concejo Cantonal de Guayaquil y al alcalde de la ciudad, dando como ganador al entonces burgomaestre, el conservador Jaime Nebot.

## Resultados electorales

### Elección de alcalde municipal
| Partido                                                 | Candidato                      | Votos   | %      |
| ------------------------------------------------------- | ------------------------------ | ------- | ------ |
| Partido Social Cristiano (PSC)                          | Jaime Nebot Saadi              | 520.247 | 56,76% |
| Partido Roldosista Ecuatoriano (PRE)                    | Jimmy Jairala Vallazza         | 275.173 | 30,02% |
| Partido Renovador Institucional Acción Nacional (PRIAN) | Fernando Barreno Zambrano      | 75.228  | 8,21%  |
| Partido Sociedad Patriótica 21 de Enero (PSP)           | Felipe Mantilla Huerta         | 16.155  | 1,76%  |
| Partido Socialista-Frente Amplio (PS-FA)                | Gabriel Eloy Pin Guerrero      | 11.584  | 1,26%  |
| Movimiento Popular Democrático (MPD)                    | Aracelly Moreno Silva          | 11.504  | 1,26%  |
| Movimiento Patria Solidaria (MPS)                       | Mario Fernando Latorre Salazar | 3.342   | 0,36%  |
| Movimiento de Unidad Plurinacional Pachakutik (MUPP)    | José Munir Farra Alvarado      | 3.274   | 0,36%  |

Fuente:

### Resultados de concejales cantonales
Se eligieron 8 concejales cantonales:
- Partido Social Cristiano:

1. Luis Chiriboga Parra
2. Andrea Jácome
3. Vicente Arroba Ditto
4. Marcia Gilbert
5. Roberto Gilbert
6. Víctor Maridueña
7. José Carrera

- Partido Renovador Institucional Acción Nacional:

1. Eduardo Bautista